# 英国重金属新浪潮
英國重金屬新浪潮（英語：New Wave of British Heavy Metal，縮寫為NWOBHM）是一个在1970年代末英国开始的全国性音乐运动，并在1980年代初受到国际性的关注。在1979年5月發行的《聲響》雜誌中，編輯傑夫·巴頓將這波音樂運動稱為「英國重金屬新浪潮」，他在1981年宣布這波運動結束。
雖然涵蓋不同的主流和地下音樂風格，但這股浪潮突出地吸收了70年代重金屬和龐克搖滾的張力，並在其中注入快速與積極的特性。因市場萎縮，許多地下金屬樂團傾向自行錄音，或以價格低廉的低保真度技術錄音，同時造成獨立唱片廠牌紛紛成立的現象。歌詞通常是關於非現實的主題，如神話、奇幻、恐怖和搖滾生活方式。
英國重金屬新浪潮一开始是一种与龐克并行发展的地下现象，很大程度上被媒体所忽视。只有在摇滚乐DJ尼爾·凱和《聲響》杂志的宣传下，它被公众认识，并在英国得到了广播的播送、认可和成功。这场运动參與人群包括年輕白人男性、來自工薪階層的音樂人和樂迷，他們大多受到1973 - 75年經濟衰退、失業率上升所帶來的艱辛影響。逐漸構成一個與主流社會區隔，沉浸於高音量、陽剛激烈、意識強悍的音樂圈。這股音樂運動在80年代傳播到歐洲、北美和日本，最終擴展到全球範圍。它產生的重金屬音樂具備熱血、流行、邪惡、鞭擊等風格原型，促使各種子流派誕生，也更新和推動了重金屬次文化。
該浪潮或许推動一千支金屬樂團組成，但是到80年代後期，面臨MTV成立、華麗金屬主宰排行榜和敲击金属的誕生，只有少數倖存。其中，鐵娘子和威豹成為國際巨星，撒克遜也取得一定程度的地位。其他樂團如鑽石頭、毒液和渡鴉，雖未完全在商業上獲得成功，但也顯著的影響90年代的金屬樂發展，像是敲击金属、死亡金屬和黑金屬等等。很多該浪潮的樂團在2000年重聚，透過現場表演和新的錄音室專輯而繼續活躍。

## 背景

### 社會動盪

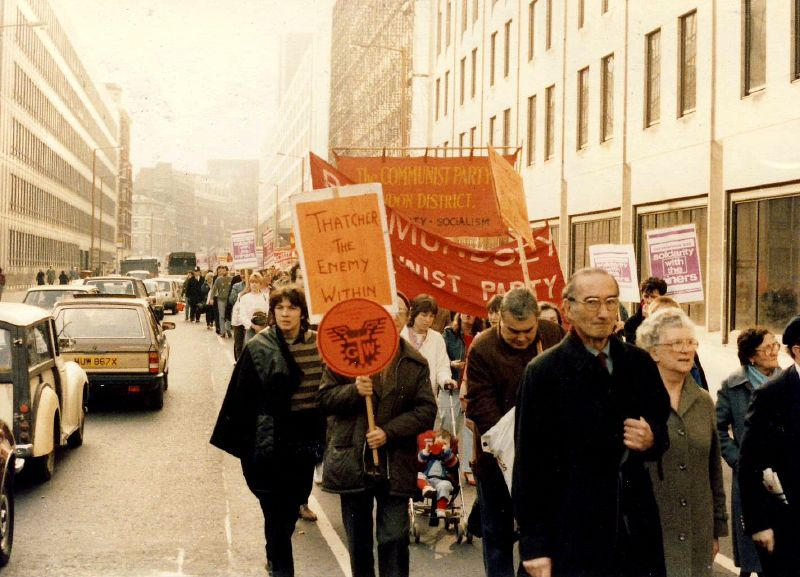
倫敦的一場礦工大罷工集會

在70年代後期，英國處在社會動盪和普遍貧困的狀態中。工黨政府無力應對國內的經濟衰退，保守黨在1979年大選勝出。由於去工業化的結果，失業率非常高，尤其是工人階級的青年。80年代失業率持續升高，在1983年2月達到頂峰。據官方統計數字，英國國內失業人數達360萬，而很多以其它失業定義作準則的非官方統計，更指失業人數高達500萬。因此引起很多民眾的不滿，社會動盪頻繁、出現罷工潮，許多大城市更出現嚴重的警民流血衝突，如1981年的布里克斯頓暴動、托克斯泰斯暴動和查貝敦暴動。在此動盪時期，即使是相對低技術的工作都不易獲得。比起老一輩，大部分年輕人的工作權益遭奪，他們開始投入不同的謀生方式，例如音樂及娛樂產業。年輕人紛紛組建新樂團，在70年代形成爆炸般的風潮。經濟大蕭條下年輕人努力謀生並轉換跑道的結果，造成勞動力失衡，衝擊了上台挽救經濟的新任首相柴契爾夫人。
新世代的英國青年在絕望中，出現爭取生存保障的激烈反應，這明顯的表現在1977年至1978年的龐克運動。他們參與非建制暴動，並在80年代促使新浪潮音樂和後龐克音樂的形成。他們自稱龐克青年、宣揚無政府主義，對政治有激進的反抗意識，並在舞台上實踐他們叛逆的想法。他們不但將頭上兩邊的頭髮剃了、留成短而尖的彩色髮型，也穿戴狗項圈、撕破的衣物，裝飾著尖釘、鐵環、別針，更在身上刺青、打洞穿環。他們把對社會的極端不滿體現在外表上，就像一隻刺蝟。他們以反理性邏輯挑釁整個國家政府和社會、不願服從任何既有的制度和規矩，更厭惡商業市場上的音樂，主張演奏實力是不重要的，音樂只須追求原始、簡單與響亮。然而，並非所有的英國工薪青年都接受龐克運動，主張脫離現實世界、追求技術與藝術的重金屬音樂也自成一派，金屬樂迷認為這是在人人失業的大環境中，提供娛樂、緩解壓力，以及尋求集體認同的重要文化。

### 重金屬沉寂

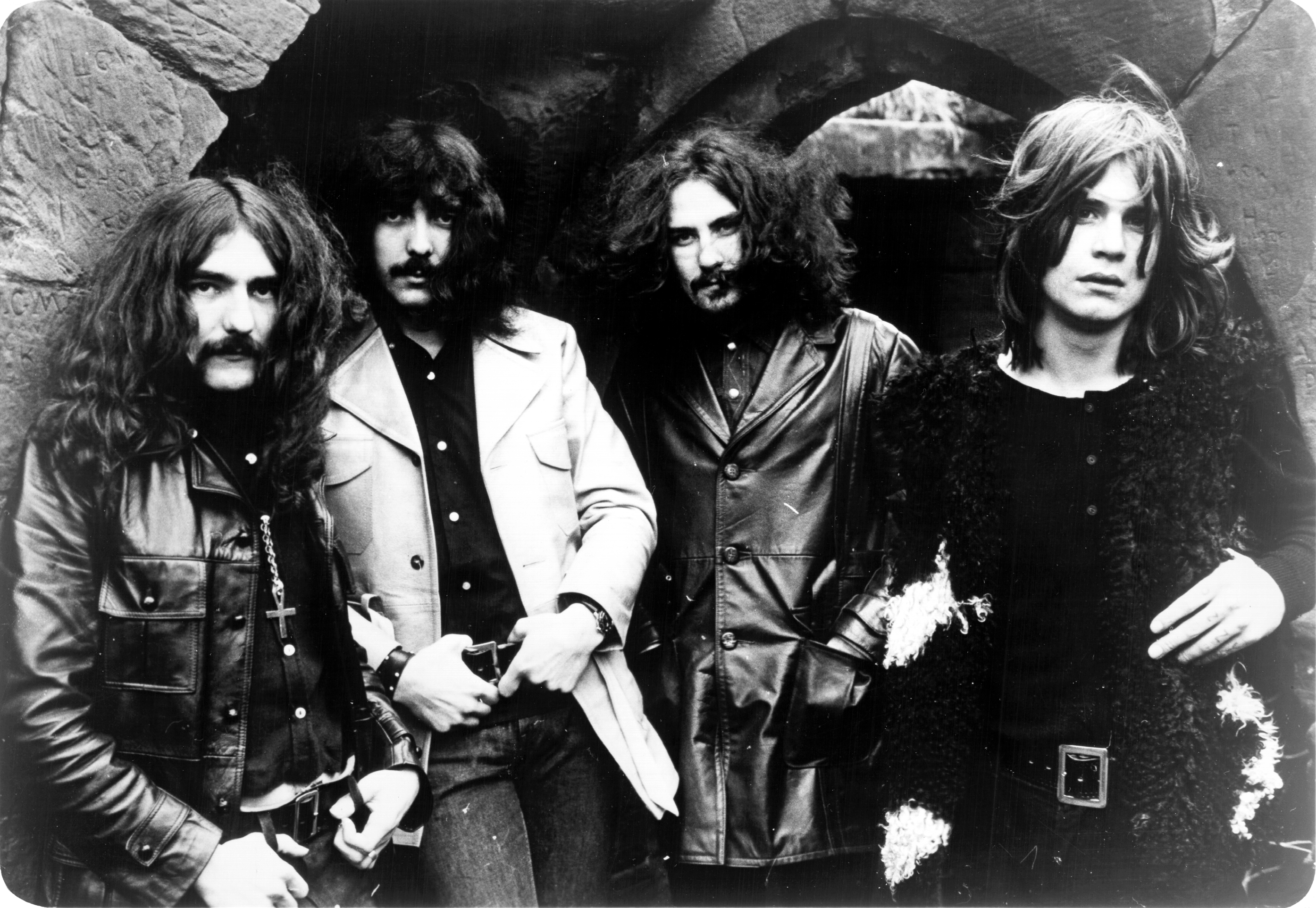
1970年的黑色安息日，由左至右：吉澤·巴特勒、東尼·艾歐密、比爾·沃德、奧茲·奧斯本

英國是孕育重金屬音樂誕生的搖籃，在1967至1968年間出現第一批重金屬樂團。而在眾多英國樂團中嶄露頭角的有黑色安息日、齊柏林飛船與深紫，他們取得巨大的商業成功和音樂發展地位。在當時，他們的音樂風格歸類為重搖滾的成功。重搖滾樂迷中有大量的迷幻、嬉皮及機車族的次文化成員。然而，上述樂團到了70年代中後期都遭遇了危機：深紫因成員間的問題，在1976年解散。齊柏林飛船在1977年後減少活動、1980年鼓手約翰·博納姆驟逝而宣布解散。黑色安息日面臨因專輯熱賣而跟著上門的龐大稅務、內部問題、以及開除了具招牌魅力的主唱奧茲·奧斯本後，風光不再。因此，整個重金屬運動失去了動力和媒體的興趣，世人改為聚焦在爆紅的龐克音樂、迪斯可音樂、華麗搖滾和電子音樂中。龐克樂記者蓋瑞·布謝爾說：「就如同前衛搖滾和70年代的主流音樂團體，重金屬也是一隻笨重的恐龍」。一些作家甚至宣稱「才剛誕生的重金屬已經死透了」。
70年代中期，重金屬樂團巨頭們的危機，給其他的搖滾樂團留下了成長空間，例如皇后樂團、鷹族雄風 、虎皮鸚鵡、佞徒損友、現狀和拿撒勒等。這些樂團都登上英國唱片排行榜，並進行了成功的國際巡演。根據英國唱片排行榜的結果顯示，重金屬在國內仍有龐大的受眾群體。在70年代後期，許多第二波誕生的重金屬樂團如瘦李奇、幽浮和猶大祭司都開始取得了商業成功，銷量也重新引回了媒體的注意。在英國之外的硬式搖滾樂團，如美國的吻和藍牡蠣、加拿大的匆促、德國的天蠍，特別是來自澳大利亞的AC/DC，都在同一時期登上英國唱片榜。

### 猶大祭司與摩托頭

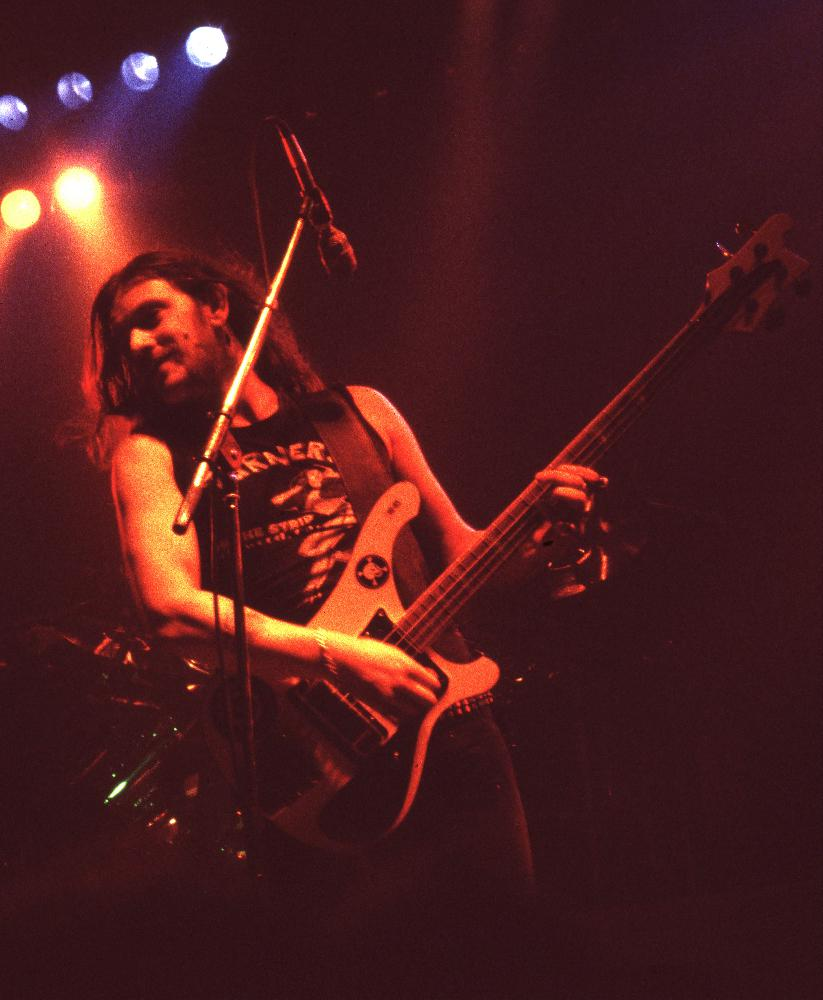
摩托頭的領導者：主唱兼貝斯手萊米

然而，真正在重金屬音樂沉寂時進行大幅改進的是猶大祭司與摩托頭。作家伊恩·克里斯蒂表示：「黑色安息日的觀眾，領略了影響深遠的聲音。到了70年代中期，瘦李奇帶來陰沉貝斯和複雜的雙吉他、埃利斯·庫珀的舞台藝術、皇后樂團的炙熱吉他和艷麗歌聲、以及打響中世紀題材的彩虹......。直到猶大祭司的出現，才從硬搖滾各種不同的亮點中，簡化並統一了金屬樂音調。這是第一次，重金屬成為一個真正屬於它自身的流派」。金屬媒體網站「金屬叛逆者」也表示：「黑色安息日創造了重金屬，但將它完善的是猶大祭司」。1978年，他們的第四張專輯《玷汙的階層》開始脫離傳統，緊湊的即興重覆段、密集化的鼓點，大幅稀釋了藍調搖滾的味道，完全成為重金屬音樂。是速度金屬和敲击金属的衍生源頭之一，也表露了英國重金屬新浪潮的早期跡象。第五張專輯《殺戮機器》已成為英國重金屬新浪潮的典範之一，藍調元素消失，更前衛的快速點弦、同步的貝斯與大鼓低音、加快速度的節奏，繼續擴張侵略性。第六張專輯《不列顛鋼片》速度、層次與感染力都明顯提升，將金屬樂再度改良、精進，超越當時所有樂團的專輯，是現代重金屬音樂最主要的衍生源頭之一。
而1975年成立的摩托頭，其成員已經經歷過幾次樂團的成敗。創始人兼領導者萊米擔任過吉米·罕醉克斯的技師，也是鷹族雄風的前成員。而拉里·沃利斯是粉紅仙女的前成員、埃迪·克拉克曾是宙斯樂團的成員。他們早期的組團經驗，成為樂評和樂迷判斷摩托頭是否屬於英國重金屬新浪潮的一個因素。部分評論認為，摩托頭只是刺激新浪潮崛起的靈感之一，而不是成員。因為他們當時已經簽署唱片合約，足跡遍及全國各地，而且在新浪潮仍處在地下俱樂部活動時，摩托頭就已經成功登上英國官方唱片榜了，也是當時第一個有作品登上BBC廣播一台的金屬樂團。萊米自己也說：「我們應該不算英國重金屬新浪潮......因為摩托頭誕生的比較早」。
另一種看法則主張摩托頭是這股浪潮的顯著指標，且他們是第一個打破界線、全面融合龐克音樂和重金屬音樂的樂團。其快速響亮的音樂並不追求精湛技術，他們不妥協的態度同時受到龐克族與金屬樂迷的歡迎。摩托頭的巡迴演出中，時常會帶上新浪潮中的晚輩，讓他們增加上台表演的機會，同時他們也與龐克樂團同台共演。摩托頭的音樂風格在新浪潮中成為典範，並在接下來數十年間，受到其他金屬流派的借鑑和參考。因此，猶大祭司與摩托頭對這股運動具有顯著的示範作用。

## 特色

### 身分識別與風格

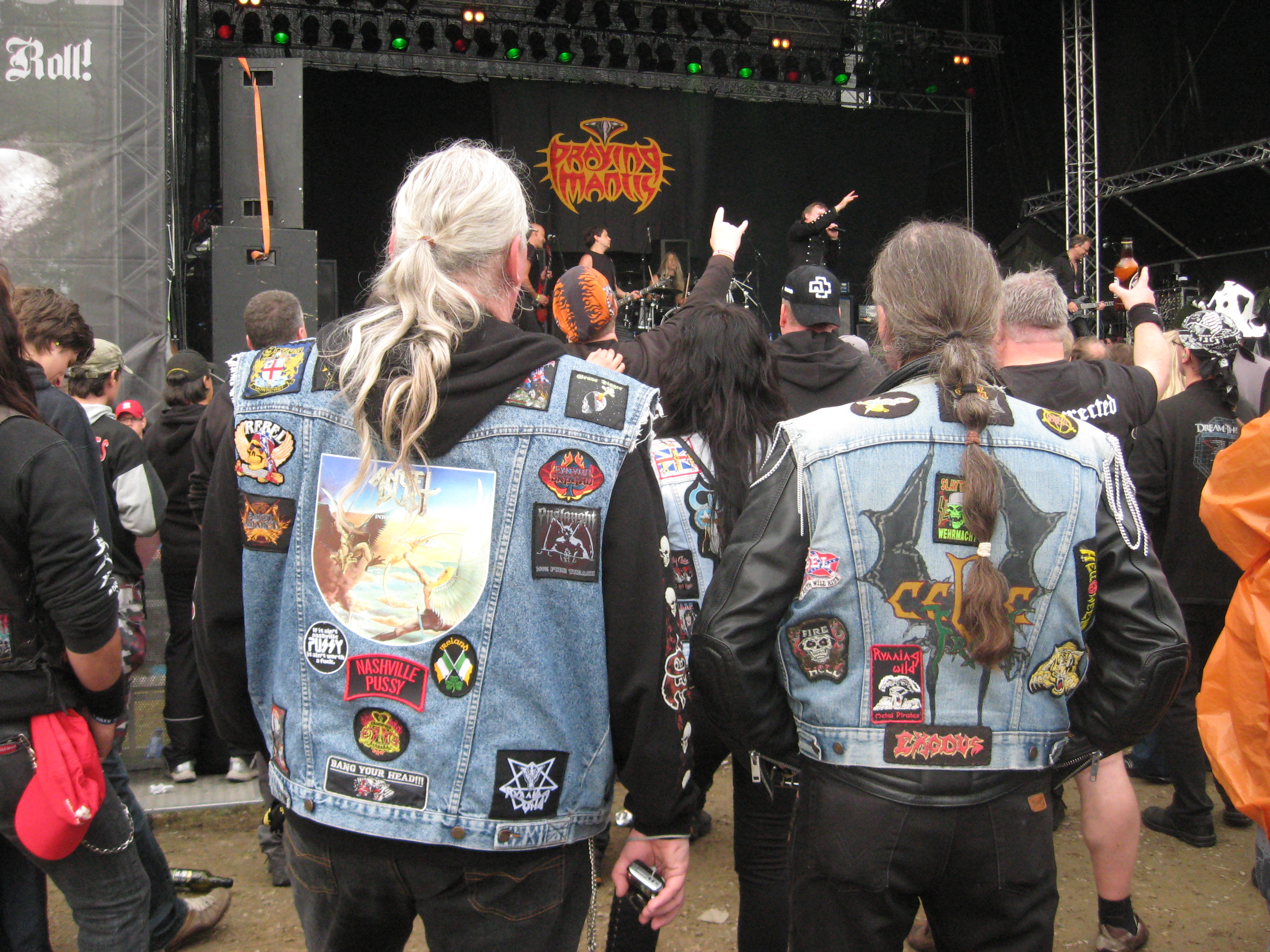
新浪潮開始後，金屬樂迷經常將樂團標誌和專輯封面的布章縫在牛仔背心上，稱為金屬戰袍

在新浪潮的樂團和樂迷成員中，大部分都是年輕白人男性，其出身階級、道德倫理和審美觀是非常相近的。美國帝博大學社會學家蒂娜·溫斯坦在她的書《重金屬：音樂與文化》中，介紹了新浪潮運動的崛起和發展，以及他們促使重金屬音樂成熟的功勞。在接下的數年間，這股浪潮逐漸拓展至各個子流派，發展成不同的風格。英國開始將金屬樂迷稱為「金屬頭」與「甩頭客」，因他們都會隨強烈的音樂節奏甩頭，而且動作非常激烈。他們繼承了60年代反傳統文化叛逆的青年形象、和70年代迷幻搖滾的特點。也更新了重金屬次文化的共同原則及規範，並脫離主流社會、自成一格。
70年代後期，英國的金屬樂結合成一個封閉的次文化共同體，他們崇尚力量、男子氣概和英雄主義。根據蒂娜·溫斯坦的分析，男性在金屬樂中得以擺脫女性在生活與感情上的控制、重新滿足對於自由與野性的渴望。音樂圈中高漲的男性情誼、且普遍缺乏女性參與，慢慢形成具有大男子主義和厭女情緒的雄性世界。她在同一篇文章中寫道：「英國重金屬並非種族主義者，儘管它的演奏者全部都是白人，但它的歌詞完全沒有參考種族主義或性別歧視」。該文化的另一個特點是潛在的恐同症，但是與暴力的光頭黨不同。美國凱斯西儲大學音樂學家勞勃·瓦爾瑟在他的書《與魔鬼同行：重金屬音樂的力量、性別和瘋狂》中，他稱之為「異性戀的集體意識」。英國社會學家約翰·克拉克認為這是「對傳統男子氣概受到削弱的猛烈反擊」。
從金屬樂迷的活動顯示，他們對政治和社會問題的興趣不大，並且時常透過音樂來逃避嚴峻的現實，他們也因此經常遭評爲「虛無主義者」或「逃避現實的人」。與龐克族相反，他們崇尚音樂技巧和才華，並崇拜有能力炫技的音樂人，許多金屬主唱和吉他手都成為偶像。他們透過參加演唱會來充實自己、尋求刺激與認同。金屬樂迷也是非常忠誠的族群，他們和台上的樂團有相同的出身、理想和價值觀，雙方形成真誠與持續的良性循環。然而這也構成一種嚴格的不成文規定——若有缺乏對音樂的真誠、追求市場銷量、渴望主流價值認同的音樂人或樂迷，即視之為「裝模作樣的人」並排斥在圈外。撒克遜的〈皮衣和牛仔褲〉歌詞中，便反映出這種英國金屬迷的狂熱。金屬圈大多由男性主導，女性音樂人或女性樂迷很難進入這個圈子中，除非她們能適應這套男性規範和價值觀，才會由金屬頭們視為一份子。女性金屬樂團女子學院與搖滾女神便是例證——她們的樂器演奏技術不輸男性，現場表演的狂熱程度、酒量與行為舉止也與其他男樂手不相上下，具備英雄氣概與音樂才華而受到廣泛認同。
重金屬樂迷和樂團的音樂、哲學和生活方式，常常受到左翼評論家和保守輿論的強烈批評——他們認為重金屬是毫無意義的、荒謬的自我嘲弄，也是危險的年輕世代。1984年的偽紀錄片《搖滾萬萬歲》諷刺了許多英國金屬樂團的特質，以滑稽的方式、圈外的角度來評斷金屬樂。然而，有金屬樂手認為電影裡的內容十分真實，如葛倫·但澤便曾說：「當我第一次看《搖滾萬萬歲》就想，『嘿，我以前待的樂團就是這樣』」。

### 視覺方面
英國金屬樂迷的衣著具有60年代機車幫會和搖滾樂手的特點，並展現了這股新浪潮的凝聚力。重要的辨識特徵包括長髮、破損牛仔褲、印有樂團標誌或視覺圖案的黑色T恤，以及乍看像是補丁、縫上各式樂團標誌和專輯封面的金屬戰袍（效仿機車幫會區別身份的幫會背心）。受到猶大祭司徹底改革的重金屬視覺、費心設計的服裝影響，80年代的金屬裝扮也包含了一些性虐戀物品、鐵鏈、鉚釘與黑色皮革，許多金屬樂手都穿上緊身皮褲，成為典型的金屬時尚。另外也納入了軍事裝備的元素，例如摩托頭首先繫上子彈腰帶，接著戰鬥靴、軍裝外套和軍階肩章，都在這個時候陸續出現。這種打扮風格強烈散發出硬派氣息與叛逆意識，迅速成為全球金屬樂迷的制服。
在這股浪潮中的大部分樂團，其衣著打扮看起來就跟他們的樂迷沒兩樣，他們的舞台藝術也相對純粹，無需太多特別的視覺效果。一個值得注意的例外是鐵娘子，他們在早期的表演中就創造了專屬吉祥物艾迪，它是一個有恐怖外表的虛構人物，在每張專輯與單曲的封面、插圖，也作為表演道具在演唱會上出現。其他的例外是惡魔、魔影與參孫，他們會應用各種道具、服裝與技巧來豐富表演效果。而異教聖壇和毒液則以驚悚搖滾和撒旦教儀式為靈感，做出精緻的場景設計來衝擊現場觀眾。

### 音樂與歌詞主題

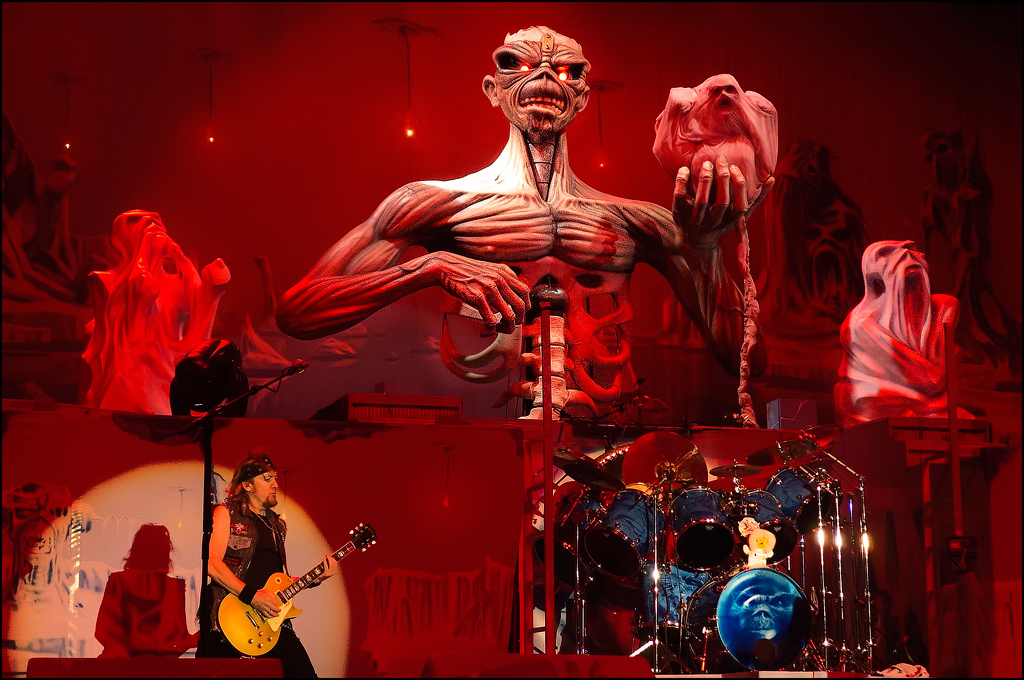
圖為鐵娘子的吉祥物艾迪 (吉祥物)，它代表的恐怖和科幻感，反覆出現在英國重金屬新浪潮中，包含舞台背景、唱片封面與歌詞主題

英國重金屬新浪潮中，包含許多具有極大差異的風格，以及各種不同路線的樂團。在70年代中後期，該浪潮既是一種運動，也是一股音樂風格上的成長力量。尤其是最初的幾年，它的音樂風格就像洪水猛獸般一樣原始，這在很大程度上要歸功於低預算的低保真製作，也讓許多業餘人才有機會組建各種樂團。這些年輕的音樂人，借鑑60年代後期至70年代成功的傳統重金屬，並延續早期不追求流行的創作方針。他們的音樂並不普及，但是在地下音樂圈卻是蓬勃發展的趨勢。然而，80年代的媒體和唱片公司通常只宣傳具有響亮吉他聲的龐克，而重金屬不能分類為龐克，這也包含了整個英國重金屬新浪潮的所有樂團，因此並未引起廣泛注目。
由於摩托頭首先融合傳統重金屬、酒吧搖滾與龐克搖滾，形成獨特的爆發力道。許多新樂團立即以摩托頭的做法為典範，他們在很大程度上都有意或無意的實踐改良方針：剔除藍調，使聲音變得更快、更純粹、更剛烈。一般來說，他們都對情歌避而遠之，不再強調和聲，並以快節奏、極具侵略性的即興重覆段和強力和弦為基礎，製作相對較短的樂曲。歌聲特色從高亢音調到粗暴的低音咆哮都有。例如鐵娘子、天使女巫、撒克遜、大屠殺、潘朵拉之虎、女子學院、坦克和摩爾都屬於此類型風格。其他樂團如核動力、捷豹、渡鴉和毒液都朝著更極端的方向來創作，評論認為這種新方法改良了重金屬，同時也是新浪潮和整個金屬音樂發展的重要里程碑。
類似彩虹、鉅著、幽浮、瘦李奇和白蛇這樣的硬式搖滾，同樣也出現在這股新浪潮中。這些傾向旋律化的金屬樂團包括威豹、螳螂、白酒、惡魔、害羞、加斯金、博士等。他們的音樂中有許多記憶點，並且與藍調搖滾保有關聯性。同時也具有澎湃情歌、鍵盤音色、旋律優美的傳統樂器和高亢唱腔特色。這股浪潮在1981年達到頂峰後，開始受到媒體青睞，並在英國民眾之間獲得廣泛接受。當它進入主流市場時，許多樂團便將侵略性風格改為比較悅耳、普羅大眾易接受的聲音，類似美國一些成功打進商業排行榜的樂團。這些在音樂上迷失方向的樂團，導致一些樂迷開始拒絕稱他們為金屬樂。為了迎合主流、追求商業成功而改變音樂風格，被認為是危及地位的關鍵原因。
在80年代早期的英國金屬樂中，不只這兩種音樂風格具有影響力，因為許多樂團也受到前衛搖滾的啟發，包括鐵娘子、鑽石頭、閃電戰、惡魔、撒拉森、濕婆、女巫法器等。而藍調搖滾也具有影響地位，包括撒克遜、瓦迪斯、蜘蛛、利爪等。偏向華麗搖滾的則是女孩和怒童。而異教聖壇和尋常女巫也屬於英國重金屬新浪潮的一部分，他們的專輯是確立子流派毀滅金屬的最佳典範之一。
英國作家約翰·塔克認為，這股浪潮是許多人成年後第一次遭遇的巨大激勵，「他們的歌詞像滾雪球一樣，都變成巨大的青年幻想」。他們通常避開社會與政治的主題，寧願寫關於史詩神話、英雄傳說、神祕主義、奇幻、科幻或恐怖電影般的歌詞，而關於愛情和慾望的主題也十分罕見。針對男性情誼、革命和搖滾生活的著墨則相當頻繁。基督教的象徵符號也經常出現在歌詞和唱片封面。而一些傾向黑暗路線的樂團，則經常採用撒旦圖像來製造驚悚駭人的主題，他們影響了90年代黑金屬流派的反宗教次文化。

## 歷史

### 地下運動（1975-1978）

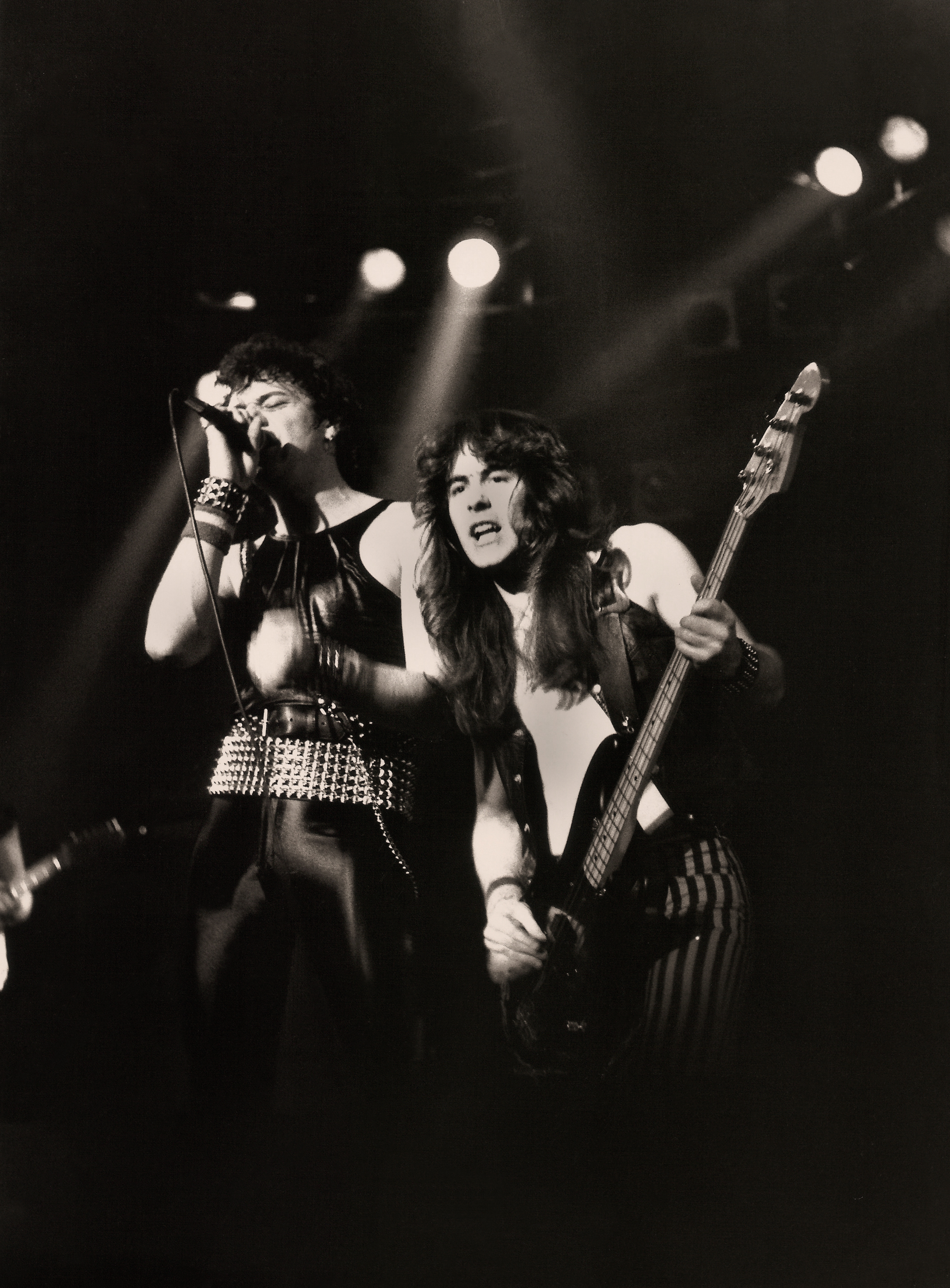
鐵娘子的保羅·迪安諾和史提夫·哈里斯。保羅的外型與性格使他看起來更接近龐克歌手，而非金屬歌手

1975年起，猶大祭司、瘦李奇和幽浮已經活躍於國際舞台。在英國的許多城市中，很多年輕人組成的新重金屬樂團紛紛在小場地表演。較大的場地通常是保留給排行榜常勝軍的迪斯可音樂，因為業者普遍認為搖滾樂的表演沒多少利潤。以往大多數低收入的英國樂團都是在夜總會、酒吧、歌舞廳演出，並磨練自己的技術。他們只有在當地建立自己的樂迷基礎，才能有足夠資格與唱片公司代理人談條件。
1975年至1977年間，在各個城鎮中有許多重要的金屬樂團成立，並出現在當地的小型表演場所。如鐵娘子、天使女巫、螳螂、參孫來自倫敦；王八蛋（後改為撒克遜）來自巴恩斯利；鑽石頭來自斯陶爾布里奇；馬賽爾來自利物浦；白酒來自哈特爾浦；女巫法器來自德比郡；瓦迪斯來自韋克菲爾德；威豹來自謝菲爾德；渡鴉和潘朵拉之虎來自泰恩河畔新堡，以及來自愛丁堡的大屠殺。
這些新浪潮中的第一波樂團經常與其他龐克樂團競爭表演場地，最後往往會形成兩派各有固定的專門場所，只表演龐克或只表演金屬。龐克與金屬在意識形態、音樂主張與生活哲學上的差異，造成兩派樂迷之間的激烈仇視與對立。然而他們有個唯一的共同點：對於音樂他們都主張自己來做、親力親為。當時有大批樂團都獨立錄音、獨立製作、獨立灌製錄音帶、獨立宣傳銷售。這也導致許多獨立唱片公司如雨後春筍般成立，甚至延伸到唱片行和錄音室都有很多獨立的小廠牌，有時還會出現龐克和金屬在同一個廠牌下運作。獨立廠牌的興起，被認為是新浪潮運動發展的重要關鍵，因為他們排除了70年代後期的市場劣勢，特別是商業唱片公司的強勢干預已不復存在；這帶給當地樂團有進行實驗、讓音樂能夠向極端發展的機會。
在英國和國際媒體都著迷於龐克之際，金屬樂團都在社會低層蓬勃發展，保持著地下狀態；同時也透過口耳相傳、樂迷雜誌和少量的音樂新聞緩慢傳播。另外也有一些感興趣的知名DJ，他們在國內各個角落播放這些新型態的金屬作品——倫敦的尼爾·凱就是這些DJ中最著名的推手。1975年他開始在威爾士王子酒吧後面一間名為「音樂屋」的迪斯可舞廳工作，並在那裡裝配龐大的音響系統。他改變了那家舞廳的風格，播放專業的硬搖滾和重金屬音樂，並公開這些新興樂團的單曲和試聽帶，也促使了樂迷間交換卡帶的風氣。另外，除了舉辦空氣吉他大賽和現場表演之類的活動，觀眾也可以投票向他推舉最喜歡的金屬樂來播放。
尼爾·凱還統計出每週觀眾選出的金屬百強名單，並說服《聲響》雜誌將之刊登在中縫區域，使該雜誌成為全國第一個對重金屬有興趣的紙本媒體。由於百強週榜有參考價值，《聲響》雜誌瞬間成為金屬迷必讀的刊物。許多年輕的音樂人也意識到，他們不是只能窩在角落玩金屬，還能透過每週一次的百強名單來爭取機會，不只在倫敦，也包括來自全國各地的樂團。當時，《聲響》雜誌編輯傑夫·巴頓曾寫專文指出，這些新興的後起之秀是重金屬音樂與文化的發展關鍵。他亦與主編艾倫·路易斯討論，試圖找到這些樂團的音樂共同性。1979年5月19日，在一篇評論鐵娘子、參孫和天使女巫表演的文章中，傑夫·巴頓首次使用了「英國重金屬新浪潮」這個詞彙來形容這一波音樂洗禮，而這個詞彙也迅速成為整個運動的標誌。

### 第一次浪潮（1979-1981）

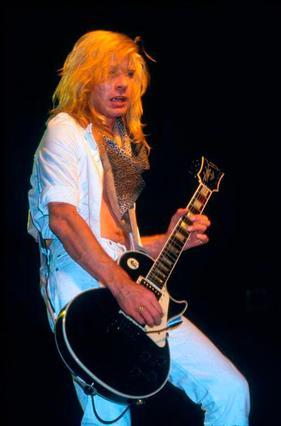
威豹的吉他手史提夫·克拉克。他大段和快速的吉他獨奏是80年代金屬樂的特點之一

這些新興樂團也開始合作、製作合輯，透過獨立唱片公司發行。其中俐落唱片、重金屬唱片和黑檀木唱片，都是80年代金屬獨立廠牌的領導者。《聲響》雜誌、尼爾·凱的百強名單、以及許多獨立唱片公司都持續關注這股浪潮的新作品。1979年11月9日，鐵娘子寄給尼爾·凱和《聲響》雜誌的《音樂屋錄音帶》就是後來最著名的收藏品之一。傑夫·巴頓回憶說：「有數百個這樣的樂團、也許甚至上千。每天都有一大堆新浪潮試聽帶送到《聲響》的辦公室」。
英國廣播公司的電台主持人湯米·萬斯也注意到這一現象，在他的BBC廣播一台深夜節目《週五搖滾秀》播放著這些新樂團的音樂。湯米·萬斯是唯一支持新浪潮的大型商業電台主持人，他播放許多地下樂團的作品，許多音樂人獲邀上他的廣播節目。另一個位在倫敦的地下電台「愛麗絲的搖滾餐廳」也非常支持這股新浪潮。
儘管這些新興樂團的巡演足跡已經遍佈英國，各大唱片公司和其發掘部門，都沒有意識到這股正在崛起的趨勢。因此，大多數的新樂團都與小型獨立唱片公司簽約，其拿到的簽約金少到只夠發行單曲，也無法配送到國外。許多其他的樂團，包括鐵娘子、威豹和鑽石頭，獨立錄製他們的第一個作品，透過郵購或演唱會銷售。撒克遜是第一個與國外廠牌合作的樂團，他們和法國的卡雷爾唱片簽約。1979年8月威豹與留聲機唱片簽約。1979年12月鐵娘子與EMI集團簽約。1980年，EMI集團為了測試市場反應而發行合輯《給媽媽聽的重金屬》，之後也簽下了天使女巫和埃塞爾之蛙。
《聲響》雜誌給了這張合輯負面評價，但它在銷量上獲得了成功。合輯推出之後，許多大型廠牌積極的簽下新浪潮樂團。例如A到Z、拳、白酒和螳螂，但他們的出道之路並不順利。而潘朵拉之虎、參孫、摩爾、惡魔與女子學院都在市場上有持續的成功表現，他們的專輯品質逐漸進步，並且進行了英國和歐陸巡演後，在唱片排行榜上取得佳績。其中鐵娘子的首張同名專輯《鐵娘子》登上英國專輯排行榜第4名，撒克遜的第二張錄音室專輯《鋼鐵車輪》登上英國專輯排行榜第5名。而他們的單曲〈自由奔跑〉、〈鋼鐵車輪〉和〈747（陌生人之夜）〉都進入英國單曲排行榜前50名。這一波簽約並帶來商業成功的效應，引來大量音樂媒體的報導。其中包括英國指標性音樂電視節目「流行之巔」和「灰笛測試」，這些節目的收視人口都在一百萬人以上。於是在1978至1980年間，大量在地下蟄伏多年的樂團紛紛浮出檯面，成為整個國家的一股時代洪流。
許多已成立多年的樂團也受益於這股浪潮的強勢崛起，重新聚集了目光和好評。前深紫成員伊恩·吉蘭發行的《宇宙先生》，立即登上專輯榜第11名。這是他離開深紫後成立的樂團吉蘭在1979年的專輯。另一位前深紫成員瑞奇·布萊克摩爾與他的硬搖滾樂團彩虹也進入專輯排行榜，憑藉《腳踏實地》登上第6名、而《難以治癒》則登上第3名。黑色安息日則以《天堂與地獄》和《暴民萬歲》繼續拿下金唱片認證，他們的主唱換成前彩虹成員羅尼·詹姆斯·迪歐。1980年，許多硬搖滾和重金屬樂團都進入英國專輯排行榜前十強：麥克桑可樂團的同名專輯最高第8名、白蛇的《蓄勢待發》最高第6名、猶大祭司的《不列顛鋼片》和摩托頭的《黑桃A》最高第4名，而AC/DC則憑藉《回歸黑潮》跨海榮登排行榜冠軍。
正如英國硬搖滾和重金屬樂團取得成功復甦的證據，新舊樂團不論在國內或是其他歐洲國家的巡演門票都搶購一空，這股重金屬新浪潮的運動已經蔓延到整個歐洲。新浪潮的主要成員也展開了國外演出，並藉著擔任知名樂團的開場，而有機會在體育館甚至是體育場表演。1980年，鐵娘子率先與吻巡迴了歐洲，1981年鐵娘子著手展開自己的第一次世界巡迴，成為頭條新聞，並且也到美國擔任猶大祭司和幽浮的暖場團。威豹在1980年首次踏上美國演出，他們整整三個月都在擔任猶大祭司、帕特·崔佛斯、泰德·納金特、山米・海格和AC/DC的暖場團。1981年撒克遜也在歐洲擔任猶大祭司的暖場團、在美國擔任匆促和AC/DC的暖場團。
1980年，新浪潮成員已經登上著名的雷丁里茲音樂節，並很快的在1981年與1982年登上主舞台。然而1980年時，新浪潮主要成員之一的威豹突然變節，他們為了進軍美國流行音樂市場，將曲風改為華麗金屬與流行搖滾，威豹立即面臨英國樂迷激烈的抗議和抵制，在雷丁里茲音樂節上也遭到觀眾惡劣的反應。除了雷丁里茲音樂節，1980年在英國成立的搖滾怪獸音樂節也定調為只邀請硬搖滾和重金屬樂團表演。

### 成為主流（1982-1983）
英國重金屬新浪潮隨即在《聲響》雜誌之外也受到大幅報導，包括各個主要的報紙、週刊和雜誌，眾多媒體記者以「英國的大事件」來形容。《旋律作者》雜誌甚至出版了一本每週重金屬唱片排行的專刊。1981年6月6日，《聲響》雜誌利用它開創的詞彙和首位運動宣傳者身份，趁勢推出新的《啷噹!》全彩雜誌，由傑夫·巴頓擔任主編，專門從事硬搖滾和重金屬的資訊報導。《啷噹!》雜誌立即受到讀者歡迎，成功建立了名聲，並很快成為全球樂迷中最有權威性的金屬雜誌之一。不久之後，衝著金屬新浪潮帶來的巨大商業效應，許多出版社紛紛推出全新的雜誌。例如英國的《金屬之力》雜誌，美國的《馬戲團》和《轟動遊行者》雜誌，德國則有《金屬之鎚》。
自從國際媒體開始瘋狂的關注，也意味著新浪潮成員獲得更高的銷售量，有能力辦規模更大的世界巡演，許多樂團的專輯也都登上國外的排行榜。鐵娘子成為繼摩托頭後，率先登上英國排行榜冠軍的金屬樂團。1982年，他們的專輯《獸名數目》佔據了英國排行榜冠軍兩週。在美國告示牌200大專輯榜也登上第33名。鐵娘子獲得了巨大的知名度，其獨特的專輯封面也引起討論，美國戴頓大學教授布萊恩·巴丁認為它傳達了明確訊息：「這張專輯喚起力量與激情，並呈現較黑暗的音樂和主題。」。
透過新浪潮運動，金屬樂從地下活動凝聚成一股盛況，成功進入了主流市場三年後，其主要媒體推手傑夫·巴頓宣布「英國重金屬新浪潮已在1981年結束了」。他對新樂團的差勁作品感到失望和沮喪，並認為太多唱片公司利用這股重金屬熱潮的價值，讓它急速膨脹後又犧牲了大部分有實力的樂團，把資金壓在少數幾個樂團後，又扭曲分化了這股革新的力量。巧合的是，同一年「音樂屋」和威爾斯王子酒吧都完成拆除，改建成一間餐廳。雖然對英國來說，新浪潮已經失去了一些吸引力，但在美國仍有影響力，在以銷售為主的全國民調中證明了它仍未消退。它保留了足夠的生命力，並在1982年發起第二次浪潮。
有一些新浪潮成員已經能夠在美國穩定的巡演，但仍未獲得足夠的電台點播率、以及有代表性意義的美國排行榜排名。除了迎合主流的威豹，他們在1983年發行的專輯《縱火狂》已軟化為華麗搖滾。他們獲得美國龐大的觀眾數，其中包括很多女性樂迷。《縱火狂》在美國告示牌200大專輯榜取得第2名成績，僅次於麥可傑克森的《顫慄》。他們搭上了MTV開播熱潮，其音樂錄影帶在電視中輪播，也使得《縱火狂》賣出超過六百萬張、獲10×白金唱片認證，在美國成為超級巨星樂團。威豹這次壓倒性、國際上的商業成功，引起許多英美樂團的追隨。威豹直接促使了華麗金屬誕生，市場上將會充斥更多旋律走向、更為商業化的音樂，同時也扼殺了英國重金屬新浪潮的生命力。

### 急速衰退

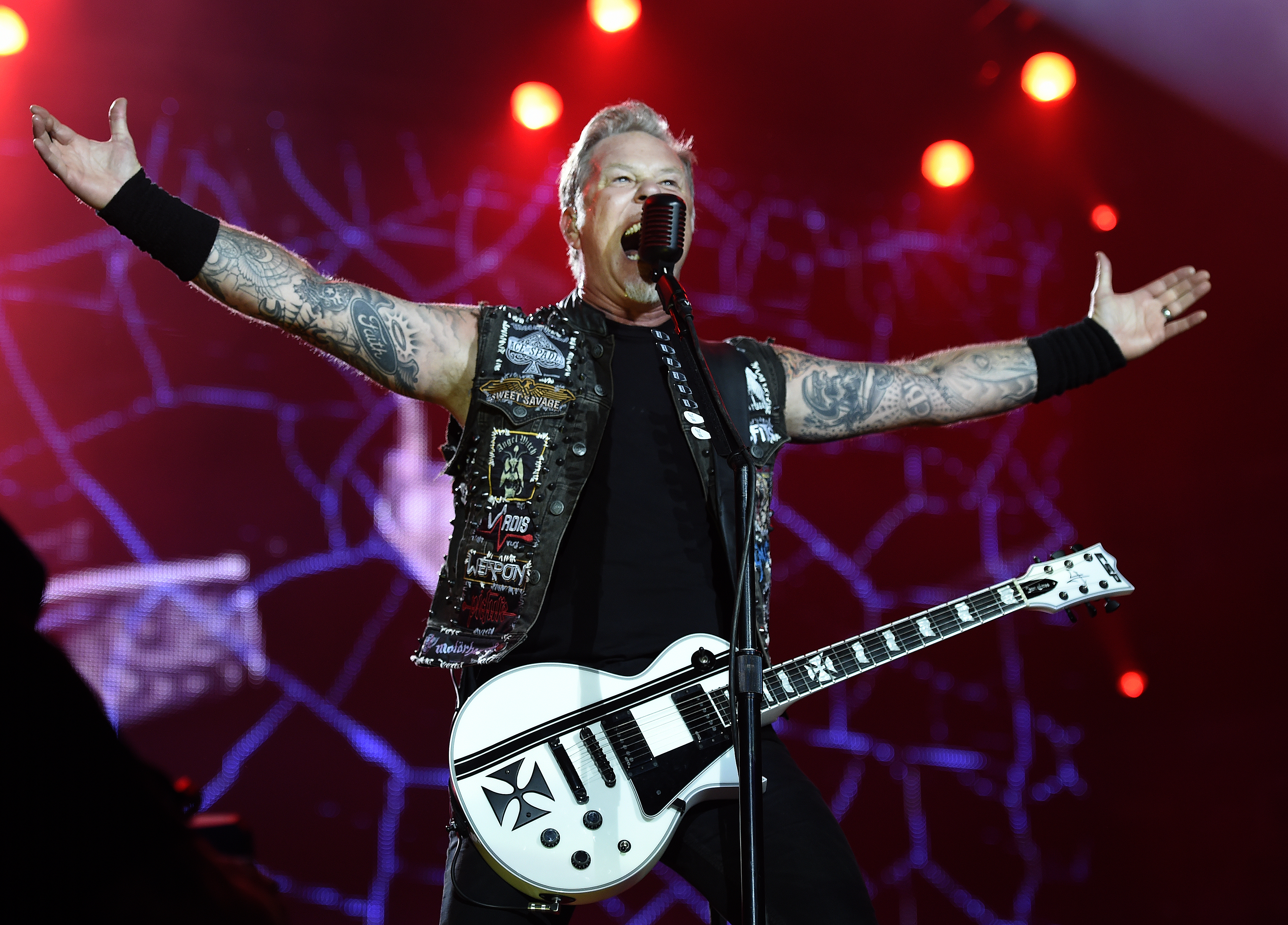
復仇者 (樂團)主唱伊恩·史威夫回憶道：「當年金屬製品抓住所有人的目光，我們（新浪潮）被冷落在一旁」。然而金屬製品的成員都是新浪潮的死忠樂迷，圖為金屬製品的主唱詹姆斯·海特菲爾德，他身上的金屬戰袍便是新浪潮時代的特色產物，吉他上的鐵十字勳章變體則代表了摩托頭主唱萊米

英國原本是家庭音樂節目的先驅，當美國的MTV於1982年開始廣泛受到歡迎後，影像的重要性急劇增長。MTV開始播放許多硬搖滾和重金屬樂團的音樂錄影帶，但對於沒有唱片合約、或簽約廠牌是小型獨立唱片的樂團來說，要打入市場就變得非常昂貴。此外，音樂錄影帶的盛行，市場開始推崇樂團的視覺吸引力，這是一些英國樂團所欠缺的。音樂市場不再只著重於聲音，出色的影像成為更重要的宣傳工具。一些英國新浪潮樂團因為缺乏製作預算，立刻遭受冷落。許多曾經獲得成功的新浪潮成員，如天使女巫、鑽石頭、潘朵拉之虎和參孫，都無法跟進音樂市場環境的改變。他們試圖轉型，以適應廣泛群眾期待的新口味。然而他們都失敗了，不僅無法再打入新市場、也流失了舊有的樂迷。
80年代中期，受到范海倫誇張的舞台風格影響，以外型為導向的華麗金屬在美國洛杉磯的日落大道出現，其第一波領導樂團包括克魯小丑、悄聲暴動、多肯、大白鯊、鼠王和白人盎格魯。受到很多觀眾歡迎，也在市場上迅速取代其他風格的金屬樂團。紐澤西的邦喬飛和瑞典的歐洲合唱團，因為融合硬式搖滾、流行抒情和華麗金屬的特點而獲得商業成功。他們同樣在英國變得非常流行，邦喬飛甚至在1987年時成為搖滾怪獸音樂節的壓軸。一瞬間，媒體與唱片公司立刻拋棄了英國新浪潮，抽離關注焦點與唱片資金，轉為投注在更加精緻、更有話題性的華麗金屬樂團。雖然新浪潮在歐洲仍保持著基礎樂迷，但英國與美國市場已完全將其排擠出去。
同時，在北美與歐陸誕生了全新的金屬流派，吸引眾多金屬樂迷的目光，至此英國重金屬新浪潮已奄奄一息。這些新流派包括速度金屬、敲击金属和力量金屬，它們都受到新浪潮的直接啟發，保留了部分新浪潮的根基，並將其研磨深化後成型。他們的音樂更重、速度也更快，在80年代後期分別獲得好評和商業成功。這些新樂團包括毀滅大魔神、金屬製品、超級殺手、炭疽、麥加帝斯和萬聖節。它們擄獲了眾多死忠金屬樂迷的喜愛，這些樂迷都不滿足於主流風格、或不認同流行導向的金屬樂團，這些風格更激烈的新流派剛好填補了缺口。其中金屬製品在所有樂團中脫穎而出，並在90年代成為金屬樂龍頭，也因此後來各大唱片公司旗下都有敲击金属風格的樂團。
2001年，在麥克·米倫出版的《英國重金屬新浪潮百科全書》中，他列出了成立於1975至1985年間、超過五百支樂團的記錄。他認為，可能是因為許多樂團都在同時期同區域大量成立，其中很多樂團都沒有在俱樂部表演的充分經驗、良莠不齊，有錄製作品的也只有單曲或試聽帶而已。再加上唱片公司爭先恐後的簽約、胡亂干預音樂方向、樂團內部衝突、唱片資金不平衡以及管理不善等問題，導致多數樂團在幾年間就解散消失，樂迷也失去信任與耐性。只剩下少數樂團能夠維持超過十年、存活在國外市場。包括螳螂和撒克遜在日本仍有市場、惡魔和東京刀鋒轉到歐洲發展。其他樂團像是渡鴉、女子學院和死神與美國唱片公司簽約，試圖爭取美國市場的青睞，但全部都以失敗告終。
新浪潮中的鐵娘子注入流行旋律，而威豹更是完全改為流行音樂，然而它們都獲取了巨大且持久的成功。鐵娘子已經成為有史以來，商業上最成功和最有影響力的重金屬樂團之一，他們後來甚至採取更技術性的風格。威豹則獲得更高的銷量和收入，朝向美國主流搖滾市場發展。

### 復興

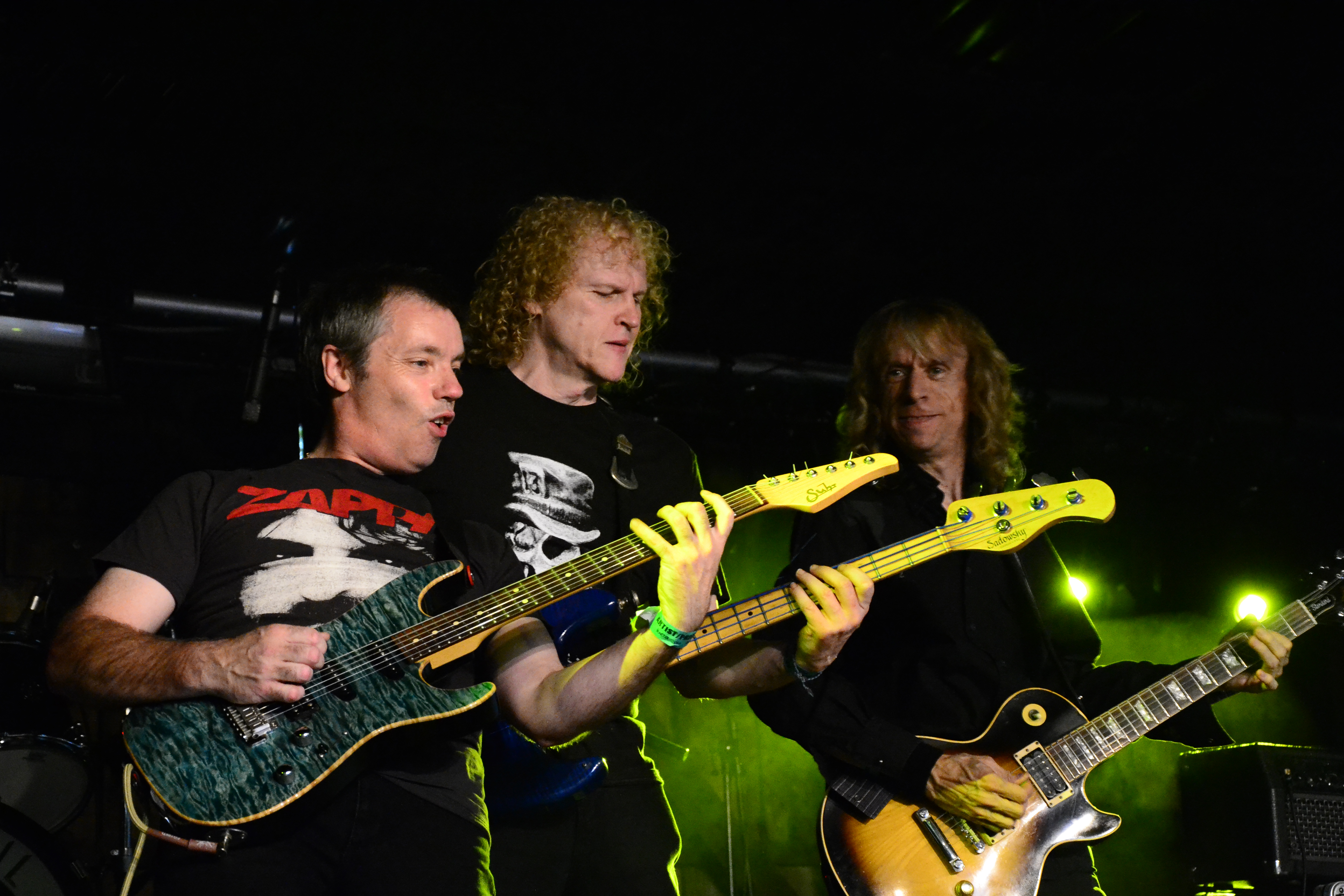
鑽石頭是在2000年重聚的新浪潮樂團之一

由於網際網路在90年代後期的興起，使樂迷和音樂人回憶起英國重金屬新浪潮盛世，並幫助他們燃起共同的音樂熱情。透過老黑膠唱片等收藏品的交易熱絡現象，以及樂迷期待見到經典樂團的現場演出，它經歷了輕微的復興，也使得90年代的樂團重新獲得關注和知名度。許多懷舊致敬樂團出現、舊專輯的重新發行、甚至是經過數位科技處理後的母帶重製版也上市發售，再度吸引媒體的關注。這也鼓勵了許多老樂團重聚，舉行久違的演出或在音樂節上登台露面。
根據麥克·米倫和線上音樂資料庫AllMusic評論家愛德華·里瓦達維亞的看法，合輯《重返1979年英國重金屬新浪潮》可能是最重要的復興代表：「英國重金屬新浪潮中，有數以百計慘遭遺忘的樂團，這張合輯挖出久違的寶藏，並喚起世人的記憶。很難想像會有比它更周全和深思熟慮的精選，這是搖滾史上至關重要的一章」。這張合輯由金屬製品鼓手拉爾斯·烏爾里希和傑夫·巴頓製作，共有30首新浪潮樂團的作品，發行後獲得極大的迴響。
1998年創刊的《經典搖滾》雜誌，它的編輯群包括了傑夫·巴頓和眾多擁護英國重金屬新浪潮的從業人員，並非常關注80年代的重金屬音樂。2000年後，許多老樂團重聚、錄製新專輯，並重新審視曾遭拋棄的音樂風格。這些復興的樂團包括鑽石頭、閃電戰和螳螂，他們不但發行高質量的新專輯，也開始出現在國際金屬音樂節和搖滾音樂節上，現今仍持續活動。

## 後續影響

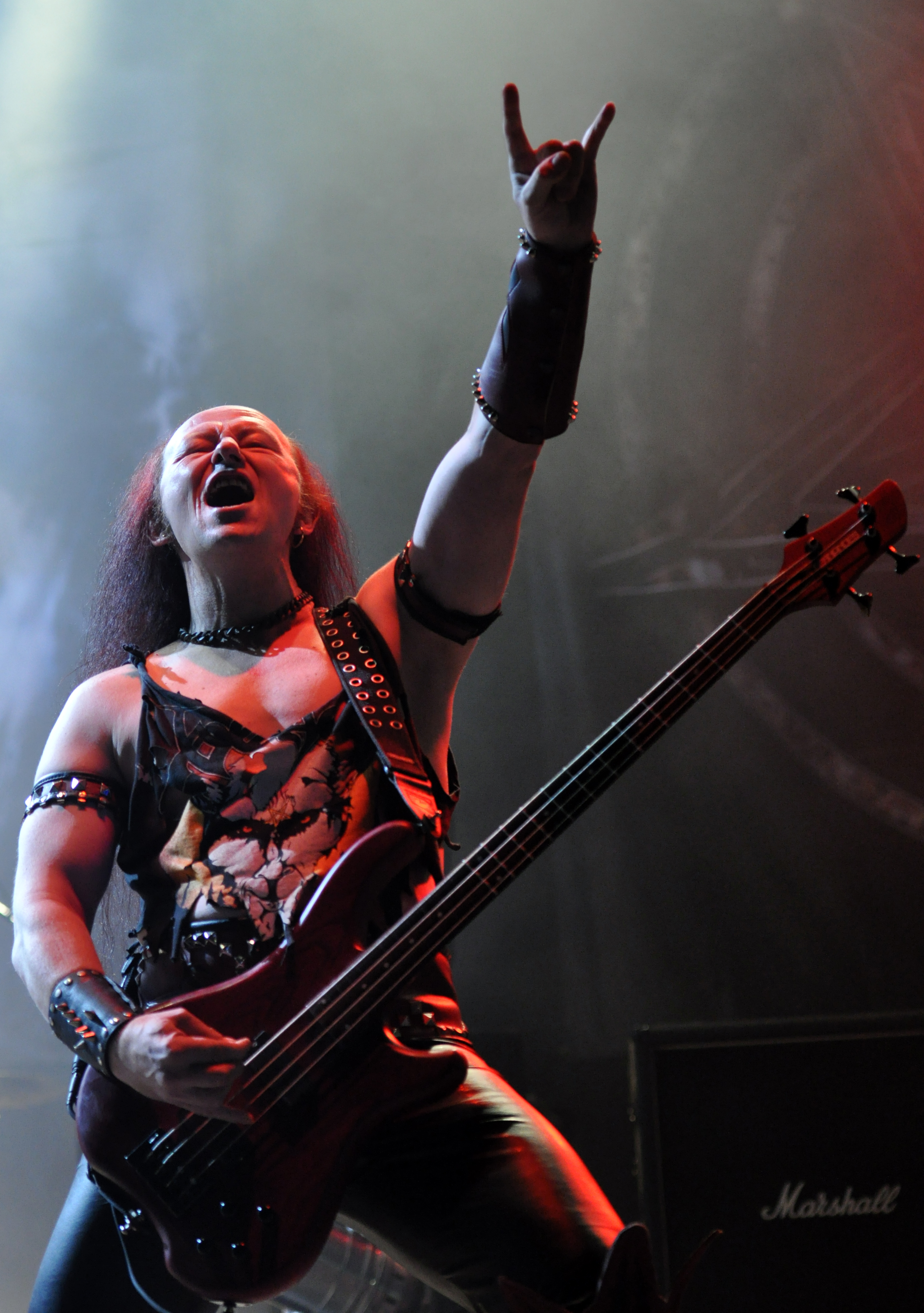
毒液主唱兼貝斯手康納·蘭德。毒液被認為是黑金屬和敲击金属的原型

因傳統重金屬音樂的沉寂與停滯，英國重金屬新浪潮為了尋找突破點而爆發，成功復興了金屬樂的盛世。但是它也因為大量平庸的音樂人試圖跟進，以及當地媒體過度的炒作，而承受了嚴厲批評。批評者認為，他們的音樂像前幾年的重金屬一樣喧賓奪主，也沒有經典的搖滾作品。然而，新浪潮樂團和他們百花齊放的作品，為重金屬的成長提供了藍圖，後來引起了整個金屬樂界的效仿和拓展。新浪潮中各種碰撞的風格，現在已認為是最有關鍵影響力之一的突破，80年代各種風格相繼脫穎而出，到了90年代開始發展成熟，並更加多樣化。
在美國成為巨星的威豹，觸發了華麗金屬的成長。而天使女巫、女巫法器、魔影，尤其是毒液的音樂、歌詞、封面藝術與表演風格，在歐洲和美國引發了黑金屬的拓展。摩托頭、鐵娘子、渡鴉、坦克、毒液和其他樂團被視為速度金屬和敲击金属的原型，它們融合了重金屬和龐克搖滾，整合特色的同時又放大音量、加快速度和侵略性的歌聲，將之發揚光大。其中鐵娘子獨特的雙吉他旋律，影響旋律死亡金屬甚鉅。1982年左右開始，在北美、西德和巴西都各自形成獨特的敲击金属 - 東岸鞭金、灣區鞭金、條頓鞭金和巴西鞭金。他們證實自己的音樂是傳承自英國重金屬新浪潮，例如金屬製品的鼓手拉爾斯·烏爾里希，他是一位狂熱的新浪潮樂迷，熱衷於收藏新浪潮時代的專輯和紀念品。在他的影響下，金屬製品早期的演出歌單充滿了英國金屬樂團的翻唱曲。新浪潮甚至也影響了硬核龐克和街頭龐克的形成。
80年代早期，新浪潮也刺激了速度金屬誕生，這個講究流暢技術和極高速的風格，不但影響到敲击金属，在未來十年內又影響了死亡金屬、力量金屬、旋律死亡金屬和新古典金屬。特別是對力量金屬的啟發最為顯著，例如德國的萬聖節，和美國的戰士幫、毀滅大魔神、鐵處女。
受新浪潮影響的北美樂團如鐵砧、暴動、扭曲姊妹、戰士幫、鐵處女、棍棒、惡徒、屍羅和刺激者都受到英國樂迷的歡迎。在這種互惠環境下，戰士幫和鐵處女最初和英國的音樂聯合國唱片簽約。扭曲姊妹在英國則受到摩托頭的力挺，他們之後在倫敦的祕密唱片旗下順利發行首張專輯。
新浪潮的影響力也延伸到了日本，例如犬吠、撼地神牛、響度和聖歌，他們還特別邀請英國音訊工程師製作早期的專輯。其中犬吠甚至直接搬到了英國發展活動。
新浪潮樂團在歐洲也受到相當程度的歡迎，並出現了許多效仿樂團。例如德國的容、掘墓人、罪人和術士。瑞典的EF樂團。丹麥的仁慈命運。比利時的殺手和東哥德人。荷蘭的照片和博丁。法國的信任和夢魘。以及西班牙的羅霍男爵和地獄天使。這些在1978年至1982年間成立的樂團，都在很大程度上受到受到新浪潮的影響。有上百支金屬樂團與荷蘭的越野車唱片、或比利時的陵墓唱片簽約，這兩家歐陸獨立唱片公司發行了許多新浪潮樂團的作品。

### 文獻
- Barton, Geoff. . 聲響（英语：Sounds (magazine)）. 1979-05-19: 第28–29頁 （英语）. 参数|journal=与模板{{cite magazine}}不匹配（建议改用{{cite journal}}或|magazine=） (帮助)
- Barton, Geoff. . 聲響. 1980-10-04: 第39頁 （英语）. 参数|journal=与模板{{cite magazine}}不匹配（建议改用{{cite journal}}或|magazine=） (帮助)
- Barton, Geoff. . Kerrang!（英语：Kerrang!）. No. 第3期. 1981-09-01: 第6–7頁 （英语）. 参数|journal=与模板{{cite magazine}}不匹配（建议改用{{cite journal}}或|magazine=） (帮助)
- Barton, Geoff. . Kerrang!. No. 第3期. 1981-09-01: 第12頁 （英语）. 参数|journal=与模板{{cite magazine}}不匹配（建议改用{{cite journal}}或|magazine=） (帮助)
- Bayer, Gerd;  et al. . 英國•薩里郡•法納姆: Ashgate出版（英语：Ashgate Publishing）. 2009. ISBN 978-0-7546-6423-9 （英语）.
- Bonutto, Dante. . Kerrang!. No. 第47期. 1983-07-28  [2016-05-01]. （原始内容存档于2016-03-04） （英语）. 参数|journal=与模板{{cite magazine}}不匹配（建议改用{{cite journal}}或|magazine=） (帮助)
- Bushell, Garry; Halfin, Ross. . 英國•倫敦: Zomba Books（英语：Zomba Group of Companies）. 1984. ISBN 978-0-946391-50-9 （英语）.
- Charles, D. W. . Kerrang!. No. 第6期. 1981-12-01: 第10頁、第12頁 （英语）. 参数|journal=与模板{{cite magazine}}不匹配（建议改用{{cite journal}}或|magazine=） (帮助)
- Christe, Ian. . It Books (美國•紐約州•紐約: 哈潑柯林斯). 2004. ISBN 978-0-380-81127-4 （英语）.
- Considine, J. D. . 滾石 (雜誌). No. 第591期. 1990-11-15: 第100–104頁 （英语）. 参数|journal=与模板{{cite magazine}}不匹配（建议改用{{cite journal}}或|magazine=） (帮助)
- Corich, Robert M.  (CD booklet). 女子學院（英语：Girlschool）. 英格蘭: Sanctuary唱片集團（英语：Sanctuary Records） (CMDD014). 1998 （英语）.
- Crampton, Luke. . Kerrang!. No. 第32期. 1982-12-30: 第3頁 （英语）. 参数|journal=与模板{{cite magazine}}不匹配（建议改用{{cite journal}}或|magazine=） (帮助)
- Daniels, Neil. . 美國•紐約州•紐約: Omnibus出版（英语：Omnibus Press）. 2010. ISBN 978-1-84772-707-7 （英语）.
- . Decibel. No. 第78期. 2011-04-01  [2014-05-13]. （原始内容存档于2015-11-17） （英语）. 参数|journal=与模板{{cite magazine}}不匹配（建议改用{{cite journal}}或|magazine=） (帮助)
- Duncombe, Stephen; Tremblay, Maxwell;  et al. . 英國•倫敦: 维索图书. 2011-07-25. ISBN 978-1-84467-688-0 （英语）.
- Dunn, Jeffrey. . Kerrang!. No. 第32頁. 1982-12-30: 第13頁 （英语）. We don't do gigs, we do shows. It's fucking massive. If you stand at the front of the stage you're gonna get your head blown off! 参数|journal=与模板{{cite magazine}}不匹配（建议改用{{cite journal}}或|magazine=） (帮助)
- Fouce, Héctor; del Val, Feràn. . Martinez, Sìlvia; Fouce, Héctor  (编). . 美國•紐約州•紐約: 羅德里奇. 2013. ISBN 978-0-203-12703-2 （英语）.
- Fricke, David. . 英國•倫敦: Zomba Books. 1987. ISBN 978-0-946391-55-4 （英语）.
- Glasper, Ian. . 英國•倫敦: Cherry Red Books. 2004-08-01. ISBN 978-1-901447-24-8 （英语）.
- Hammonds, Steve.  (PDF). 金屬之力（英语：Metal Forces）. No. 創刊號. 1983-08-01: 第33頁  [2016-10-09]. （原始内容存档于2015-07-04） （英语）. 参数|journal=与模板{{cite magazine}}不匹配（建议改用{{cite journal}}或|magazine=） (帮助)
- (JPG). Heavy Rock. No. 第10期. 1982  [2015-04-26]. （原始内容存档于2015-11-17） （西班牙语）. 参数|journal=与模板{{cite magazine}}不匹配（建议改用{{cite journal}}或|magazine=） (帮助)
- Hatch, David; Millward, Stephen. . . 英國·曼徹斯特: 曼徹斯特大學出版社（英语：Manchester University Press）. 1987. ISBN 978-0-7190-1489-5 （英语）.
- Iommi, Tony; Lammers, T. J. . . 美國•麻薩諸塞州•劍橋: Da Capo出版（英语：Da Capo Press）. 2011. ISBN 978-0-306-82054-0 （英语）.
- Johnson, Howard. . Kerrang!. No. 第42期. 1983-05-19: 第24–26頁 （英语）. 参数|journal=与模板{{cite magazine}}不匹配（建议改用{{cite journal}}或|magazine=） (帮助)
- Johnson, Howard. . Kerrang!. No. 第65期. 1984-04-05: 第11頁 （英语）. 参数|journal=与模板{{cite magazine}}不匹配（建议改用{{cite journal}}或|magazine=） (帮助)
- Johnson, Howard. . Extra Kerrang!. No. 創刊號. 1984: 第38頁 （英语）. 参数|journal=与模板{{cite magazine}}不匹配（建议改用{{cite journal}}或|magazine=） (帮助)
- Johnson, Howard. . Kerrang!. No. 第132期. 1986-10-30: 第10–11頁 （英语）. 参数|journal=与模板{{cite magazine}}不匹配（建议改用{{cite journal}}或|magazine=） (帮助)
- Johnson, Rick. . Creem（英语：Creem）. Vol. 第2卷 no. 第5期. 1979-10-01 （英语）. 参数|journal=与模板{{cite magazine}}不匹配（建议改用{{cite journal}}或|magazine=） (帮助)
- Kilmister, Ian; Garza, Janiss. . 美國•紐約州•紐約: 西蒙與舒斯特. 2004. ISBN 978-0-684-85868-5 （英语）.
- Konow, David. . 美國•紐約州•紐約: Three Riverst出版（英语：Three Rivers Press）. 2003-01-02. ISBN 978-0-609-80732-3 （英语）.
- Lane, Frederick S. . 美國•紐約州•阿默斯特: Prometheus Books（英语：Prometheus Books）. 2006. ISBN 978-1-59102-427-9 （英语）.
- Ling, Dave. . Classic Rock（英语：Classic Rock (magazine)）. No. 第9期. 1999-12-18 （英语）. 参数|journal=与模板{{cite magazine}}不匹配（建议改用{{cite journal}}或|magazine=） (帮助)
- Macmillan, Malc. . Iron Pages Books 第3版 (德國·柏林: I.P. Verlag Jeske/Mader GbR). 2012. ISBN 978-3-931624-16-3 （英语）.
- Makowski, Pete. . 聲響. 1980-08-09. （原始内容存档于2010-07-27） （英语）. 参数|journal=与模板{{cite magazine}}不匹配（建议改用{{cite journal}}或|magazine=） (帮助)
- McGee, Hal. . James, Robin  (编). . 美國•紐約州•紐約: Autonomedia（英语：Autonomedia）. 1992-06-02. ISBN 978-0-936756-69-1 （英语）.
- McIver, Joel.  第2版. 英國·倫敦: Omnibus出版. 2006-01-09. ISBN 978-1-84449-828-4 （英语）.
- McIver, Joel.  第2版. 英國·倫敦: Omnibus出版. 2010-10-01. ISBN 978-1-84938-386-8 （英语）.
- Millar, Robbi. . 聲響. 1980-03-01. （原始内容存档于2010-07-27） （英语）. 参数|journal=与模板{{cite magazine}}不匹配（建议改用{{cite journal}}或|magazine=） (帮助)
- Miller, Paul. . Mega Metal Kerrang!. No. 創刊號. 1986: 第30–31頁 （英语）. 参数|journal=与模板{{cite magazine}}不匹配（建议改用{{cite journal}}或|magazine=） (帮助)
- Miller, Paul. . Mega Metal Kerrang!. No. 第4期. 1986: 第18–19頁 （英语）. 参数|journal=与模板{{cite magazine}}不匹配（建议改用{{cite journal}}或|magazine=） (帮助)
- Miller, Paul. . Mega Metal Kerrang!. No. 第4期. 1986: 第29頁 （英语）. 参数|journal=与模板{{cite magazine}}不匹配（建议改用{{cite journal}}或|magazine=） (帮助)
- (JPG) (新闻稿). Monsters of Rock（英语：Monsters of Rock）. 1980-08-01  [2015-04-26]. （原始内容存档于2016-03-14） （英语）.
- (JPG) (新闻稿). Monsters of Rock. 1987-08-01  [2015-04-26]. （原始内容存档于2013-10-19） （英语）.
- Moynihan, Michael; Søderlind, Difdrik. . 美國·華盛頓州·湯森港: Feral House（英语：Feral House）. 1998. ISBN 978-0-922915-48-4 （英语）. 网址－维基内链冲突 (帮助)
- Mustaine, Dave; Layden, Joe. . . 美國•紐約州•紐約: 哈潑柯林斯. 2010. ISBN 978-0-06-199703-7 （英语）.
- Popoff, Martin. . Burlington加拿大·安大略·伯靈頓: Collector's Guide Publishing（英语：Collector's Guide Publishing）. 2005-11-01. ISBN 978-1-894959-31-5 （英语）.
- Popoff, Martin. . 美國·明尼蘇達州·明尼亞波利斯: Voyageur Press. 2014-08-15. ISBN 978-0-7603-4546-7 （英语）.
- (JPG) (新闻稿). 雷丁里茲音樂節（英语：Reading and Leeds Festivals）. 1980-08-05  [2015-04-26]. （原始内容存档于2016-03-20） （英语）.
- (GIF) (新闻稿). 雷丁里茲音樂節. 1981-08-03  [2015-04-26]. （原始内容存档于2016-03-14） （英语）.
- (JPG) (新闻稿). 雷丁里茲音樂節. 1982-08-07  [2015-04-26]. （原始内容存档于2016-03-10） （英语）.
- Roland, Paul. . Extra Kerrang!. No. 創刊號. 1984: 第23頁、第24頁、第26頁、第46頁 （英语）. 参数|journal=与模板{{cite magazine}}不匹配（建议改用{{cite journal}}或|magazine=） (帮助)
- Simmons, Sylvie. . Mega Metal Kerrang!. No. 第4期. 1986: 第8–11頁 （英语）. 参数|journal=与模板{{cite magazine}}不匹配（建议改用{{cite journal}}或|magazine=） (帮助)
- Sinclair, David. . Kerrang!. No. 第65期. 1984-04-05: 第29頁 （英语）. 参数|journal=与模板{{cite magazine}}不匹配（建议改用{{cite journal}}或|magazine=） (帮助)
- Smith, Richard. . 馬戲團雜誌（英语：Circus (magazine)）. No. 第181期. 1978-05-11 （英语）. 参数|journal=与模板{{cite magazine}}不匹配（建议改用{{cite journal}}或|magazine=） (帮助)
- Thompson, Dave. . 加拿大·多倫多: ECW出版（英语：ECW Press）. 2004-08-06. ISBN 978-1-55022-618-8 （英语）.
- Tucker, John. . 英國·施洛普郡: Independent Music Press. 2006. ISBN 978-0-9549704-7-5 （英语）.
- Waksman, Steve. . 美國·加利福尼亞州·柏克萊: 加州大學出版社. 2009. ISBN 978-0-520-94388-9 （英语）.
- Walser, Robert. . 美國·康乃狄克州·米德爾敦: 衛斯理大學. 1993-05-15. ISBN 978-0-8195-6260-9 （英语）.
- Watts, Chris. . Kerrang!. No. 第214期. 1988-11-19: 第28–29頁 （英语）. 参数|journal=与模板{{cite magazine}}不匹配（建议改用{{cite journal}}或|magazine=） (帮助)
- Watts, Chris. . Kerrang!. No. 第423期. 1992-12-19: 第36–37頁 （英语）. 参数|journal=与模板{{cite magazine}}不匹配（建议改用{{cite journal}}或|magazine=） (帮助)
- Weinstein, Deena. . Da Capo出版. 2000. ISBN 978-0-306-80970-5 （英语）.
- Welch, Chris. . 英國•倫敦: Bobcat Books. 1988. ISBN 978-0-7119-1738-5 （英语）.
- Zarnowitz, Victor; Moore, Geoffrey H. .  (PDF). 美國•麻薩諸塞州•劍橋: 美國全國經濟研究所. 1977年10月: 第1頁、第87頁  [2016-10-09]. （原始内容存档 (PDF)于2020-08-15） （英语）.

### 影視作品
- Anon.  (紀錄片). 英國·新莫爾登: Prism Films. 2008-06-10. ASIN B0016GLZ4M （英语）.
- Dunn, Sam; McFadyen, Scot; Wise, Jessica Joy.  (紀錄片). 加拿大·蒙特婁: Seville Pictures. 2005. ASIN B000EGEJIY （英语）.
- Dunn, Sam; McFadyen, Scot. .  (紀錄片). 加拿大·多倫多: Banger Films（英语：Banger Films）. 2011-12-10. ASIN B007GFYC0Q （英语）.
- Kirkby, Tim.  (紀錄片). 英國•倫敦: Isis Productions / Eagle Vision（英语：Eagle Rock Entertainment）. 2001-11-26. ASIN B00005QJIA （英语）.
- Matthews, Amos.  (紀錄片). 英國•倫敦: EMI集團. 2004-11-08. ASIN B0006B29Z2 （英语）.

### 網站
- . AllMusic.   [2015-06-17]. （原始内容存档于2012-06-03） （英语）.
- . AllMusic.   [2015-07-19]. （原始内容存档于2012-08-26） （英语）.
- . AllMusic.   [2016-03-28]. （原始内容存档于2012-06-08） （英语）.
- . AllMusic.   [2015-03-10]. （原始内容存档于2015-09-25） （英语）.
- . AllMusic.   [2015-03-10]. （原始内容存档于2012-06-05） （英语）.
- . AllMusic.   [2015-07-18]. （原始内容存档于2012-06-05） （英语）.
- . AllMusic.   [2015-07-17]. （原始内容存档于2012-06-04） （英语）.
- . AllMusic.   [2015-03-10]. （原始内容存档于2015-09-25） （英语）.
- . AllMusic.   [2015-03-10]. （原始内容存档于2012-06-20） （英语）.
- . AllMusic.   [2015-06-24]. （原始内容存档于2012-06-02） （英语）.
- . AllMusic.   [2015-03-10]. （原始内容存档于2013-04-26） （英语）.
- . AllMusic.   [2015-03-10]. （原始内容存档于2013-06-26） （英语）.
- . AMFM.org.uk.   [2015-05-03]. （原始内容存档于2015-05-21） （英语）.
- Barton, Geoff. . HMsoundhouse.com. 2005-08-16  [2015-03-18]. （原始内容存档于2015-11-17） （英语）.
- . 英國廣播公司新聞頻道. 2005-04-05  [2016-10-09]. （原始内容存档于2021-05-03） （英语）.
- . 英國廣播公司新聞頻道. 2005-04-05  [2016-10-09]. （原始内容存档于2021-05-03） （英语）.
- . 英國廣播公司.   [2005-04-28]. （原始内容存档于2005-11-10） （英语）.
- . Genome Beta. 英國廣播公司.   [2015-04-26]. （原始内容存档于2016-06-01） （英语）.
- Bowar, Chad. . Heavy Metal 101. About.com.   [2015-03-30]. （原始内容存档于2006-01-27） （英语）.
- . Brand Republic. Haymarket傳媒集團（英语：Haymarket Media Group）. 2004-09-17  [2015-04-26]. （原始内容存档于2016-10-19） （英语）.
- DeFeis, David. . virgin-steele.com.   [2015-05-09]. （原始内容存档于2010-04-07） （英语）.
- . Drum Lessons.com.   [2015-04-26]. （原始内容存档于2015-03-24） （英语）.
- Erlewine, Stephen Thomas. . AllMusic.   [2015-07-02]. （原始内容存档于2013-11-13） （英语）.
- Erlewine, Stephen Thomas. . AllMusic.   [2015-05-04]. （原始内容存档于2015-10-01） （英语）.
- Erlewine, Stephen Thomas. . AllMusic.   [2012-02-10]. （原始内容存档于2014-05-14） （英语）.
- Erlewine, Stephen Thomas. . AllMusic.   [2015-04-26]. （原始内容存档于2015-12-10） （英语）.
- Erlewine, Stephen Thomas. . AllMusic.   [2015-07-02]. （原始内容存档于2013-08-01） （英语）.
- Erlewine, Stephen Thomas. . AllMusic.   [2015-07-02]. （原始内容存档于2015-08-06） （英语）.
- Falckenbach, Alfie. . Music-Avenue.net. 2002-03-13  [2015-03-22]. （原始内容存档于2011-01-17） （英语）.
- Freeman, Phil. . AllMusic.   [2012-02-10]. （原始内容存档于2015-08-25） （英语）.
- . HMsoundhouse.com.   [2015-07-18]. （原始内容存档于2014-12-14） （英语）.
- . HMsoundhouse.com.   [2015-07-18]. （原始内容存档于2016-03-04） （英语）.
- Huey, Steve. . AllMusic.   [2015-07-19]. （原始内容存档于2013-10-05） （英语）.
- Huey, Steve. . AllMusic.   [2015-07-02]. （原始内容存档于2013-11-06） （英语）.
- . Infodisc.fr.   [2015-07-19]. （原始内容存档于2016-04-14） （英语）.
- . Infodisc.fr.   [2015-07-19]. （原始内容存档于2020-06-12） （英语）.
- Johansson, Henrik; Grain, Rob; Aylmer, Chris; Samson, Paul. . Book of Hours.net.   [2015-04-26]. （原始内容存档于2007-10-09） （英语）.
- Marsicano, Dan. . Heavy Metal 101. About.com.   [2015-07-13]. （原始内容存档于2009-04-25） （英语）.
- . LiveMetallica.com. Metallica Official Website.   [2015-04-26]. （原始内容存档于2008-01-16） （英语）.
- . Metallica Official Website. 2008-06-25  [2015-03-30]. （原始内容存档于2008-06-28） （英语）.
- Mitchell, Ben. . 君子雜誌. 2014-04-13  [2015-05-03]. （原始内容存档于2016-03-07） （英语）.
- Monger, James Christopher. . AllMusic.   [2015-07-19]. （原始内容存档于2013-11-10） （英语）.
- Noble, Colin. . ARfm.   [2015-05-03]. （原始内容存档于2015-04-18） （英语）.
- Norton, Justin M. . About.com. 2010  [2015-04-26]. （原始内容存档于2015-04-05） （英语）.
- . 英國官方排行榜公司.   [2015-04-21]. （原始内容存档于2015-02-25） （英语）.
- . 英國官方排行榜公司.   [2015-04-21]. （原始内容存档于2015-03-19） （英语）.
- . 英國官方排行榜公司.   [2015-04-21]. （原始内容存档于2015-04-26） （英语）.
- . 英國官方排行榜公司.   [2015-04-21]. （原始内容存档于2016-04-22） （英语）.
- . 英國官方排行榜公司.   [2015-04-21]. （原始内容存档于2015-04-03） （英语）.
- . 英國官方排行榜公司.   [2015-07-13]. （原始内容存档于2015-08-20） （英语）.
- . 英國官方排行榜公司.   [2015-07-13]. （原始内容存档于2015-04-03） （英语）.
- . 英國官方排行榜公司.   [2015-04-21]. （原始内容存档于2015-04-04） （英语）.
- . 英國官方排行榜公司.   [2015-07-13]. （原始内容存档于2015-03-04） （英语）.
- . 英國官方排行榜公司.   [2015-04-21]. （原始内容存档于2018-08-16）.
- . 英國官方排行榜公司.   [2015-04-21]. （原始内容存档于2015-04-03） （英语）.
- . 英國官方排行榜公司.   [2015-04-21]. （原始内容存档于2015-04-03） （英语）.
- . 英國官方排行榜公司.   [2015-03-17]. （原始内容存档于2015-04-03） （英语）.
- . 英國官方排行榜公司.   [2015-04-21]. （原始内容存档于2015-04-03） （英语）.
- . 英國官方排行榜公司.   [2015-04-21]. （原始内容存档于2015-02-25） （英语）.
- . 英國官方排行榜公司.   [2015-04-21]. （原始内容存档于2015-04-03） （英语）.
- . 英國官方排行榜公司.   [2015-04-21]. （原始内容存档于2015-04-03） （英语）.
- . 英國官方排行榜公司.   [2015-07-13]. （原始内容存档于2015-04-03） （英语）.
- . 英國官方排行榜公司.   [2015-04-21]. （原始内容存档于2015-04-02） （英语）.
- . 英國官方排行榜公司.   [2015-04-21]. （原始内容存档于2015-04-23） （英语）.
- . 英國官方排行榜公司.   [2015-05-02]. （原始内容存档于2015-04-04） （英语）.
- . 英國官方排行榜公司.   [2015-04-21]. （原始内容存档于2015-04-26） （英语）.
- . 英國官方排行榜公司.   [2015-07-13]. （原始内容存档于2015-09-24） （英语）.
- . 英國官方排行榜公司.   [2015-04-21]. （原始内容存档于2015-04-04） （英语）.
- . 英國官方排行榜公司.   [2015-04-21]. （原始内容存档于2015-02-27） （英语）.
- . Picture Official Website.   [2016-03-27]. （原始内容存档于2015-11-17） （英语）.
- Prato, Greg. . AllMusic.   [2015-08-28]. （原始内容存档于2013-08-15） （英语）.
- . Punk77.co.uk.   [2015-05-02]. （原始内容存档于2002-01-05） （英语）.
- . Radio Rewind.co.uk.   [2016-03-02]. （原始内容存档于2008-10-03） （英语）.
- . 美國唱片業協會.   [2015-06-22]. （原始内容存档于2021-05-03） （英语）.
- Reesman, Bryan. . AllMusic.   [2015-07-19]. （原始内容存档于2014-09-14） （英语）.
- . Regular Rocker.nl.   [2015-04-26]. （原始内容存档于2015-06-14） （英语）.
- Rivadavia, Eduardo. . AllMusic.   [2015-03-18]. （原始内容存档于2015-01-19） （英语）.
- Rivadavia, Eduardo. . AllMusic.   [2015-06-24]. （原始内容存档于2012-07-25） （英语）.
- Rivadavia, Eduardo. . AllMusic.   [2012-02-10]. （原始内容存档于2012-11-27） （英语）.
- Rivadavia, Eduardo. . AllMusic.   [2015-03-18]. （原始内容存档于2015-10-06） （英语）.
- Rivadavia, Eduardo. . AllMusic.   [2012-02-10]. （原始内容存档于2012-06-27） （英语）.
- Rivadavia, Eduardo. . AllMusic.   [2012-02-13]. （原始内容存档于2016-03-11） （英语）.
- Rivadavia, Eduardo. . AllMusic.   [2012-02-10]. （原始内容存档于2012-06-24） （英语）.
- Rivadavia, Eduardo. . AllMusic.   [2012-02-10]. （原始内容存档于2015-11-17） （英语）.
- Rivadavia, Eduardo. . AllMusic.   [2012-02-10]. （原始内容存档于2013-02-22） （英语）.
- Rivadavia, Eduardo. . AllMusic.   [2015-03-10]. （原始内容存档于2013-01-04） （英语）.
- Rivadavia, Eduardo. . AllMusic.   [2015-03-10]. （原始内容存档于2012-06-27） （英语）.
- Rivadavia, Eduardo. . AllMusic.   [2012-02-10]. （原始内容存档于2014-09-01） （英语）.
- Rivadavia, Eduardo. . AllMusic. 2006-08-20  [2012-06-25]. （原始内容存档于2013-02-21） （英语）.
- Rivadavia, Eduardo. . AllMusic.   [2015-06-24]. （原始内容存档于2013-07-23） （英语）.
- Rivadavia, Eduardo. . AllMusic.   [2015-08-08]. （原始内容存档于2018-07-31） （英语）.
- Rivadavia, Eduardo. . AllMusic.   [2012-02-10]. （原始内容存档于2013-03-03） （英语）.
- Rivadavia, Eduardo. . AllMusic.   [2015-05-08]. （原始内容存档于2013-03-27） （英语）.
- Rivadavia, Eduardo. . AllMusic.   [2012-02-10]. （原始内容存档于2015-03-05） （英语）.
- Rivadavia, Eduardo. . AllMusic.   [2015-03-24]. （原始内容存档于2012-06-27） （英语）.
- Rivadavia, Eduardo. . AllMusic.   [2016-05-08]. （原始内容存档于2018-04-03） （英语）.
- Rivadavia, Eduardo. . AllMusic.   [2015-03-22]. （原始内容存档于2016-03-15） （英语）.
- Rivadavia, Eduardo. . AllMusic.   [2012-02-10]. （原始内容存档于2016-03-12）.
- Rivadavia, Eduardo. . AllMusic.   [2015-05-03]. （原始内容存档于2014-11-25） （英语）.
- Rivadavia, Eduardo. . AllMusic.   [2015-03-10]. （原始内容存档于2015-09-25） （英语）.
- Rivadavia, Eduardo. . AllMusic.   [2015-07-18]. （原始内容存档于2014-04-13） （英语）.
- Rivadavia, Eduardo. . AllMusic.   [2015-06-17]. （原始内容存档于2015-03-04） （英语）.
- Rivadavia, Eduardo. . AllMusic.   [2015-06-17]. （原始内容存档于2013-06-17） （英语）.
- Rivadavia, Eduardo. . AllMusic.   [2012-02-10]. （原始内容存档于2015-09-25） （英语）.
- Rivadavia, Eduardo. . AllMusic.   [2012-02-10]. （原始内容存档于2016-03-14） （英语）.
- Rivadavia, Eduardo. . AllMusic.   [2012-02-10]. （原始内容存档于2015-09-25） （英语）.
- . Roadrunner Records（英语：Roadrunner Records）.   [2015-08-10]. （原始内容存档于2016-05-10） （英语）.
- . 爛番茄.   [2015-04-21]. （原始内容存档于2020-03-22） （英语）.
- . Metalupdate.com. 1999-11-19  [2010-08-27]. （原始内容存档于2008-05-04） （英语）.
- Sharpe-Young, Garry. . MusicMight（英语：MusicMight）.   [2015-04-26]. （原始内容存档于2016-05-13） （英语）.
- Sharpe-Young, Garry. . MusicMight. 2009  [2015-06-24]. （原始内容存档于2015-04-17） （英语）.
- Sharpe-Young, Garry. . MusicMight.   [2015-04-26]. （原始内容存档于2016-04-07） （英语）.
- Shore, Robert. . Planetrock.com. 2009-01-07  [2015-05-03]. （原始内容存档于2015-09-24） （英语）.
- Stein, Lior. . Metal Express Radio. 2010-04-09  [2010-04-20]. （原始内容存档于2011-07-18） （英语）.
- . Swedishcharts.com.   [2015-07-19]. （原始内容存档于2021-05-03） （英语）.
- . Swedishcharts.com.   [2015-07-19]. （原始内容存档于2021-05-03） （英语）.
- . Thin Lizzy Guide.com.   [2015-07-09]. （原始内容存档于2019-03-02） （英语）.
- van Poorten, Toine. . Metal Maidens.com. 2008-04-07  [2016-03-01]. （原始内容存档于2002-03-19） （英语）.
- Vaughan, Andrew. . Gibson.com. 吉普森. 2010-06-09  [2016-04-24]. （原始内容存档于2016-05-31） （英语）.
- Weber, Barry. . AllMusic.   [2015-03-20]. （原始内容存档于2013-07-29） （英语）.
- Weston Thomas, Pauline. . Fashion Era.com.   [2015-04-21]. （原始内容存档于2004-04-10） （英语）.
- Wilkinson, Roy. . 衛報. 2009-01-02  [2015-04-26]. （原始内容存档于2021-05-03） （英语）.
- Yabroff, Jennie. . 新聞週刊. 2009-04-11  [2016-01-09]. （原始内容存档于2019-09-12） （英语）.
- . YouTube. 2006-12-30  [2015-04-26]. （原始内容存档于2012-10-17） （英语）.

## 外部連結
- 英國重金屬新浪潮線上百科全書